# Partito Rivoluzionario Anti-Comunista
Il Partito Rivoluzionario Anti-Comunista (in spagnolo Partido Revolucionario Anti-Comunista), abbreviato PRAC, è stato un partito politico messicano, collocato all'opposizione del governo di Lázaro Cárdenas del Río nel biennio 1939-1940.